# Jung Ji-hyun
Dans ce nom coréen, le nom de famille, Jung, précède le nom personnel.
Jung Ji-hyun, né le 26 mars 1983 à Séoul (Corée du Sud), est un lutteur sud-coréen spécialiste de la lutte gréco-romaine.

## Biographie
Lors des Jeux olympiques d'été de 2004 se tenant à Athènes, il remporte la médaille d'or en combattant dans la catégorie des −60 kg. Il remporte également la médaille de bronze lors des Championnats du monde de 2007 et de 2010.